# Ујка — нови хоризонти
Ујка — нови хоризонти је српска хумористичка телевизијска серија чији је творац Срђа Анђелић. Представља наследника серије Миле против транзиције. Од 21. септембра 2019. године емитује се на каналу Нова.

## Радња
Ујка (Никола Ђуричко), искусни наставник ОТО-а, је случајни пролазник који стицајем околности постаје звезда борбе против Европске уније. Он преузима на себе све нуспојаве реформи, указује на опасност по навике и обичаје и од малог човека се трансформише у народног трибуна. Нехотице постаје звезда канала Јутјуб. Иако углавном служи за спрдњу, он користи свој утицај и све више постаје значајан катализатор незадовољног света. Друштво ујки прави Маца која је глас разума у овој причи.
Ујка, заједно са својим другом Столетом (Борис Миливојевић) отвара теме, суочава се са препрекама и повећава своју, преко ноћи стечену популарност на Јутјубу. Покушаће да постане доктор наука, јер сви око њега имају дипломе, налетеће на арапске инвеститоре, осетиће страх од женских права, наћи ће се у глобалном сукобу Америке и Русије, биће оптужен за параноју јер је убеђен да га опседа Џорџ Сорош…

## Улоге
| Глумац             | Улога                   |
| ------------------ | ----------------------- |
| Никола Ђуричко     | Ујка                    |
| Бранка Катић       | Милетова жена / Маца    |
| Борис Комненић     | Милер                   |
| Ива Бабић          | Жељка                   |
| Борис Миливојевић  | Столе                   |
| Љубомир Бандовић   | забринути интелектуалац |
| Петар Стругар      | Тасић                   |
| Бојан Димитријевић | Боки Зен                |
| Марко Гверо        | Рака                    |
| Дубравко Јовановић | Мирослав                |
| Анђелка Прпић      | Зораида                 |
| Богдан Диклић      | Сорош                   |
| Сергеј Трифуновић  | Бесић                   |
| Мира Бањац         | Верка                   |
| Игор Дамјановић    | директор фабрике        |
| Иван Ђорђевић      | Асанж                   |
| Мирјана Ђурђевић   | Јевросима               |
| Драгана Ђукић      | Надица                  |
| Игор Филиповић     | Пристојни               |
| Јована Гавриловић  | Сандра                  |
| Марко Гверо        | Рака                    |
| Борис Исаковић     | пуковник Бјелобаба      |
| Дамјан Кецојевић   | Француски чиновник      |
| Сања Марковић      | Лела                    |
| Огњен Мићовић      | Јова                    |
| Срђан Милетић      | СИС                     |
| Горан Навојец      | Миле контра             |
| Јелена Ракочевић   | Цеца                    |
| Јована Стипић      | уметница                |
| Никола Вујовић     | научник                 |
| Бранислав Зеремски | Небојша                 |

## Епизоде
Серија има 30 епизода.